# 哈斯蒙尼王朝
哈斯蒙尼王朝（羅馬化：Ḥashmona'im）是古典时代（希臘化時代）统治巴勒斯坦及其附近地区的王朝。约前140—约116年，哈斯蒙尼王朝是附属于塞琉古帝国的半自治国家。 前110年，随着塞琉古帝国的解体，哈斯蒙尼王朝完全取得独立，并向撒玛利亚、加利利、伊圖利亞、彼利亞和以东扩张，并获得“國王”「巴西琉斯」的称号。一些现代学者将哈斯蒙尼王朝时期视为一个独立的以色列王国。
前63年，哈斯蒙尼王国被罗马共和国占领，罗马人将其瓜分，变为附庸国。哈斯蒙尼王朝在被希律王朝取代之前，维持了103年。 即使在希律王朝取代哈斯蒙尼王朝后，大希律王仍然试图通过娶哈斯蒙尼公主米利暗来强化其统治合法性，并策划在其耶利哥王宫淹死哈斯蒙尼王朝的最后男性继承人。
在猶大·馬加比发动马加比起义，打败塞琉古帝国的军队二十年后，西门·马加比建立了哈斯蒙尼王朝。根据历史资料，包括马加比一书和马加比二书和犹太历史学家弗拉維奧·約瑟夫斯的《犹太战争》第一卷，安条克四世对埃及托勒密王朝入侵的成功，遭到罗马共和国的干预后，安条克四世条转而对塞琉古帝国控制的柯里敘利亞和腓尼基施加更严厉的统治、洗劫了耶路撒冷及其圣殿、制止犹太人和撒马利亚人的宗教和文化的纪念活动，并强制推行希腊文化。随之而来的犹太人大起义（公元前167年）开始的一个世紀犹太人的独立时期，犹太人的独立因新兴的罗马共和国和安息帝國对塞琉古帝国的入侵而得到强化。
公元前37年，以东人大希律王登上王位，标志着哈斯蒙尼王朝结束，以色列成为罗马帝国內從屬國。公元6年，罗马将犹太、撒馬利亞和以东合并为統一的犹太行省。公元44年，罗马任命了总督和希律国王们一同统治（阿基帕一世41-44年和阿基帕二世50-100年），開始直接控制巴勒斯坦。

## “哈斯蒙尼”词源

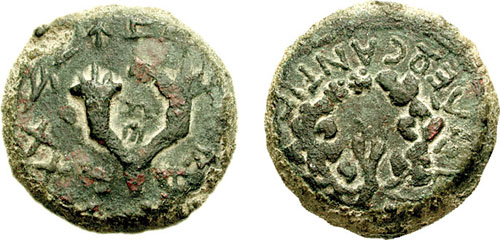
安提柯时期的硬币，公元前40-37年

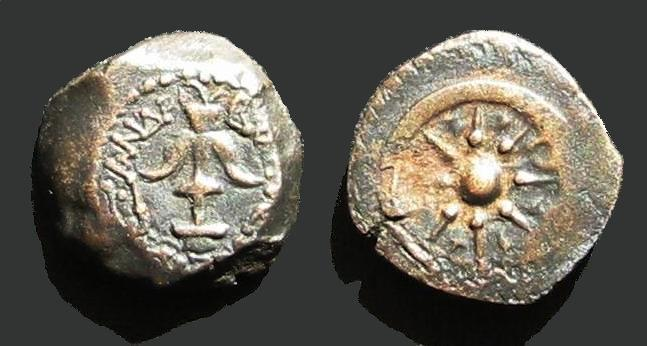
亚历山大·詹纳乌斯时期硬币，西元前103-76年

哈什莫尼王朝的姓氏起源于该家族的祖先。猶太歷史學家约瑟夫斯用希腊文的形式记载这位祖先名为Asmoneus或Asamoneus（希腊文：Ἀσαμωναῖος）。
据说他是马塔提亚斯的曾祖父，但关于他的其他细节就无从知晓了。
这个名字似乎来自希伯来文名字Hashmonay（חַשְׁמוֹנַאי）。

## 历史背景

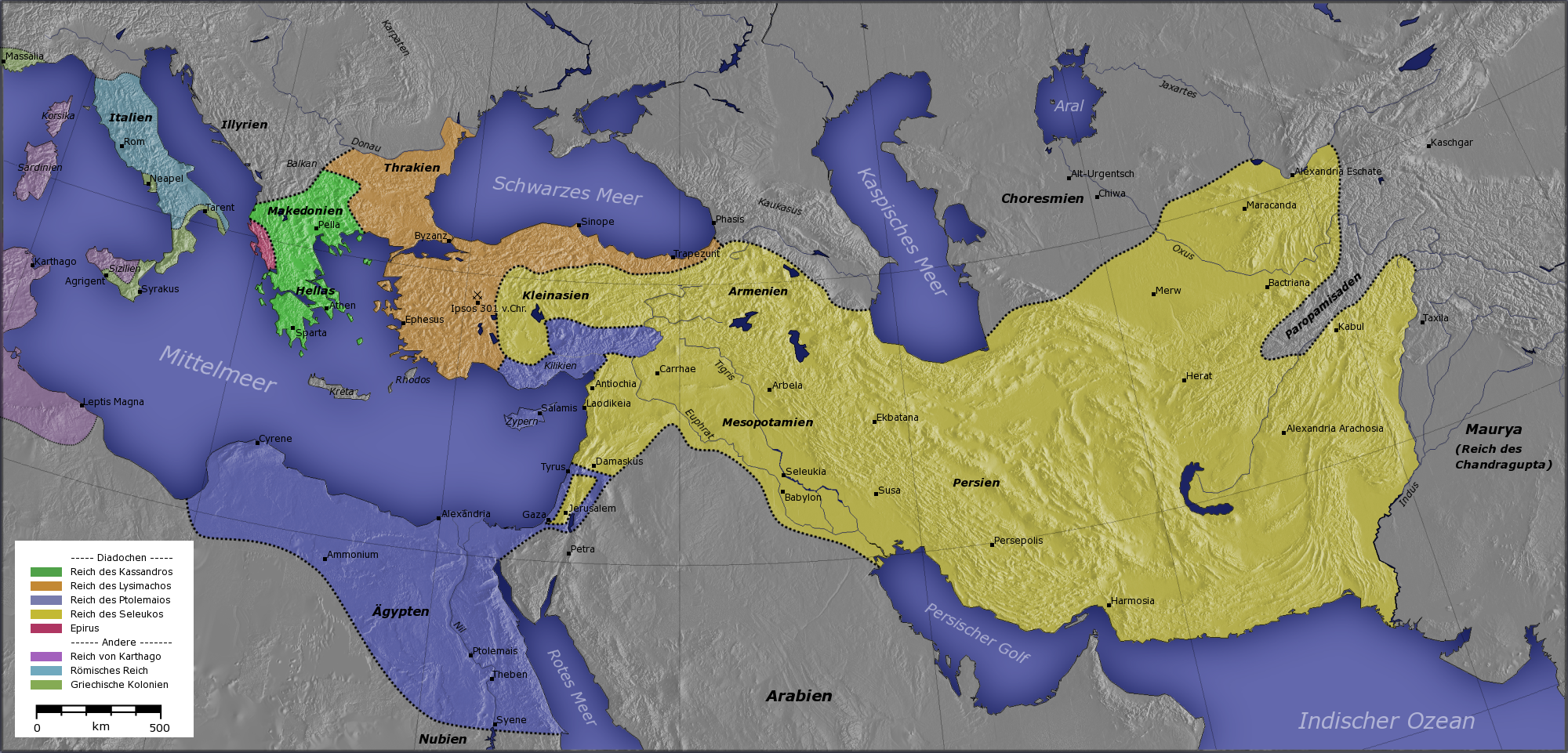
公元前2世纪初期，塞琉古帝国（黄色）将埃及托勒密王朝（蓝色）的势力赶出以色列。

前以色列王國和犹大王国（约公元前722–586年）的土地，先后被亚述、巴比伦、阿契美尼德帝国和亚历山大大帝的马其顿帝国（约公元前330年）占领。
期间犹太人的宗教习俗和文化一直存在，甚至在某些时期还很繁荣。
在公元前3–1世纪的六次叙利亚战争中，整个地区在亚历山大帝国的继业者之诸国──塞琉古帝国和托勒密帝国的埃及之间展开了激烈的争夺。
「在波斯人统治下经历了两个世纪的和平之后，希伯来国再次陷入两个大帝国的权力斗争之中：
北边是塞琉古帝国，其首都在叙利亚，南边是托勒密国，其首都在埃及⋯⋯在公元前319年至302年期间，耶路撒冷七次易手。」
在安條克三世统治下，塞琉古人最后一次从托勒密人手中夺回了对以色列的控制权，在公元前200年的帕尼乌姆战役中击败了托勒密五世。随后，塞琉古人对该地区犹太人部分的统治导致了希腊文化和宗教习俗的兴起。"除了战争的动荡之外，犹太民族中还出现了亲塞琉古派和亲托勒密派；这种分裂对当时的犹太教产生了巨大的影响。正是在安提阿，犹太人第一次认识了希腊文化中的希腊教和更腐朽的一面；从那时起，犹太教就从安提阿开始被统治。

## 历史资料来源

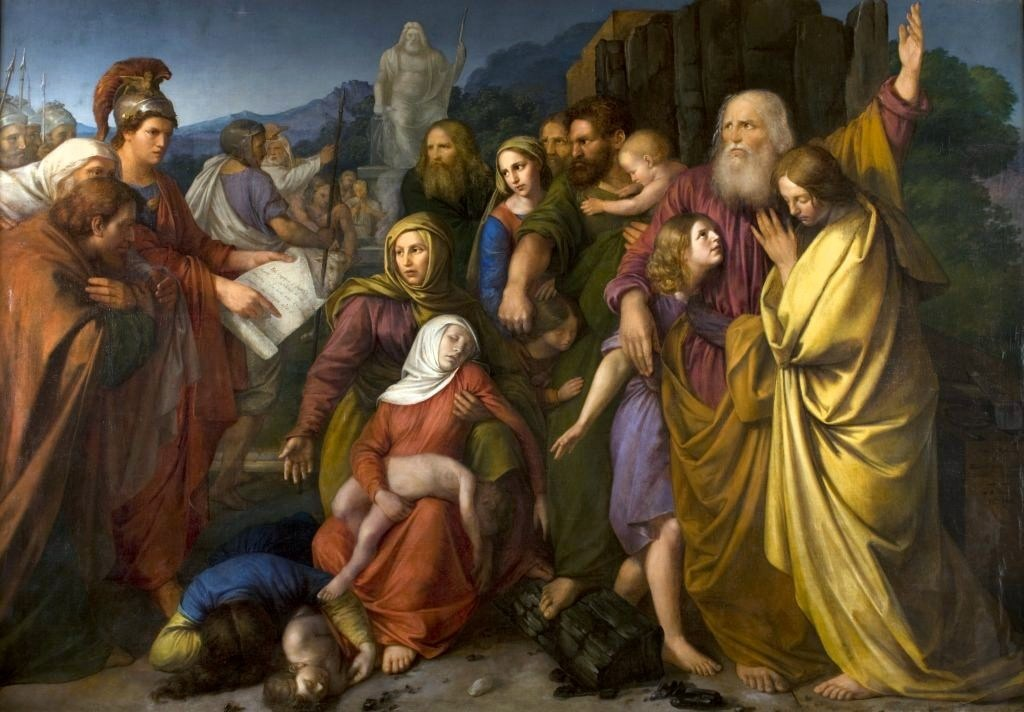
沃伊切赫·施塔特勒画的马加比家族马加比，1844年

哈斯摩尼王朝的起源见于马加比一书和马加比二书。
两书涵盖了公元前175年至134年期间的故事。
在此期间，哈斯摩尼王朝从塞琉古帝国半独立，但还没有向犹太以外的地方扩张。
这两书被天主教和东正教教会认为是圣经的一部分，被大多数新教徒认为是外经的一部分，但不是希伯来圣经的一部分。
这两书的写作角度被普遍解读为犹太民族在危机中被神通过差派马加比家族拯救，特别是犹大马加比、约拿单亚修、西门太西和他的孙子约翰希拉卡努斯。
关于哈斯摩尼王朝的另一个主要资料是犹太历史学家约瑟夫斯（公元37–100年）写作的《犹太战争》一书。该书涵盖了哈斯摩尼王朝在公元前110年至63年的扩张和独立时期的历史。值得注意的是，约瑟夫斯是犹太裔罗马公民，曾在加利利地区的参与犹大起义。在1世纪的罗马-犹太人战争中幸存下来的约瑟夫斯被罗马人俘虏并转而投靠罗马、成为罗马公民。他在罗马著书。他亲罗马的立场引起了一些人对他作为历史学家的公正性和可信度的质疑。

## 塞琉古帝国在以色列的统治

### 希腊化

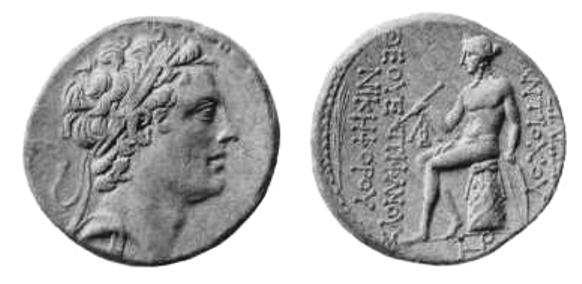
安条克四世头像的硬币。反面人物是阿波罗阿波罗坐在omphalos上。钱币上的希腊文是ΒΑΣΙΛΕΩΣ ΑΝΤΙΟΧΟΥ ΘΕΟΥ ΕΠΙΦΑΝΟΥΣ ΝΙΚΗΦΟΡΟΥ（King Antiochus, the divine Epiphanus, Bringer of Victory. 大意为安条克，神圣之埃皮法努斯，胜利者）

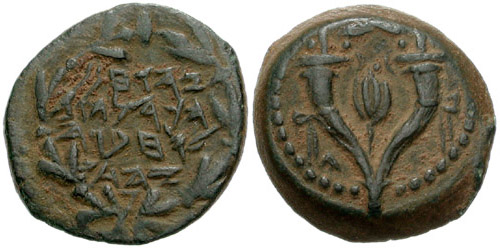
犹大哈斯蒙尼王朝，约翰·海卡努斯一世（耶霍哈南），公元前135-104年，埃普鲁塔（13毫米，2.02克，12小时）。“大祭司耶霍哈南与犹太人公会”（希伯来语），五行于花环内／双盖

在哈斯蒙前时期，犹太人的希腊化并没有受到普遍的抵制。
一般来说，当犹太人只需缴纳贡品就可以接受外国的统治，并允许他们在内部进行自我管理。
然而，犹太人在赞成希腊化的人和反对希腊化的人之间存在分歧，在效忠托勒密或塞琉古的问题上也有分歧。
公元前175年，大祭司奥尼亚斯三世（反对希腊化，赞成托勒密王朝）和他的儿子伊阿宋（赞成希腊化和塞琉古人）之间爆发了冲突。随后出现了一段政治阴谋，伊阿宋和米内拉乌斯为了赢得大祭司的职位而贿赂国王，并指责谋杀了竞争者。结果是一场短暂的内战。
托比亚人（Tobiads），一个腓利比-希腊派的党派，成功地将伊阿宋推上了大祭司的重任。他在圣殿附近建立了一个公共竞技场，作者李·I·李維指出：「犹太教希腊化的『抵抗』，也是所有这些发展中最戏剧性的事件，发生在公元前175年，当时大祭司伊阿宋将耶路撒冷变成了一个希腊的城邦，里面有体育馆和以太坊（《馬加比二書》4章）。这一步是否代表了整个耶路撒冷150年的希腊化进程的顶峰，还是只是耶路撒冷一小撮祭司的倡议，没有更广泛的影响，已经争论了几十年。」据了解，希腊化的犹太人进行非手术性的包皮修复（去割礼化），是为了加入希腊文化中占主导地位的体育场裸体社交的文化习俗，在那里，他们的割礼会带着社会性耻辱；古典文化、希腊文化和罗马文化都认为割礼是一种残忍、野蛮和令人厌恶的习俗。

### 安条克四世
虽然部分希腊化，但是犹太人在安条克四世眼里仍然是个十足的麻烦。公元前168年，安条克四世在成功入侵埃及的托勒密王國后，受到罗马共和国的压力，被迫撤军。根据李维的说法，「波皮利乌斯⋯⋯把写有元老院法令的石板放在安条克四世的手里，并用他随身携带的棍子在国王身边画了一个圈，说：『在你走出那个圈之前，给我一个答复，让我在元老院面前说。』」在向安条克返回时，他的军队洗劫了耶路撒冷，并从耶路撒冷圣殿中搬走了圣物，屠杀了大量的犹太人。
安条克徵收犹太税，在耶路撒冷建立了一座堡垒。他试图压制犹太法律以确保对犹太人的控制。他还禁止遵守安息日和在耶路撒冷圣殿献祭，并要求犹太人领袖向偶像献祭；还规定了惩罚性的死刑。持有犹太经书被定为死罪。

### 马加比起义

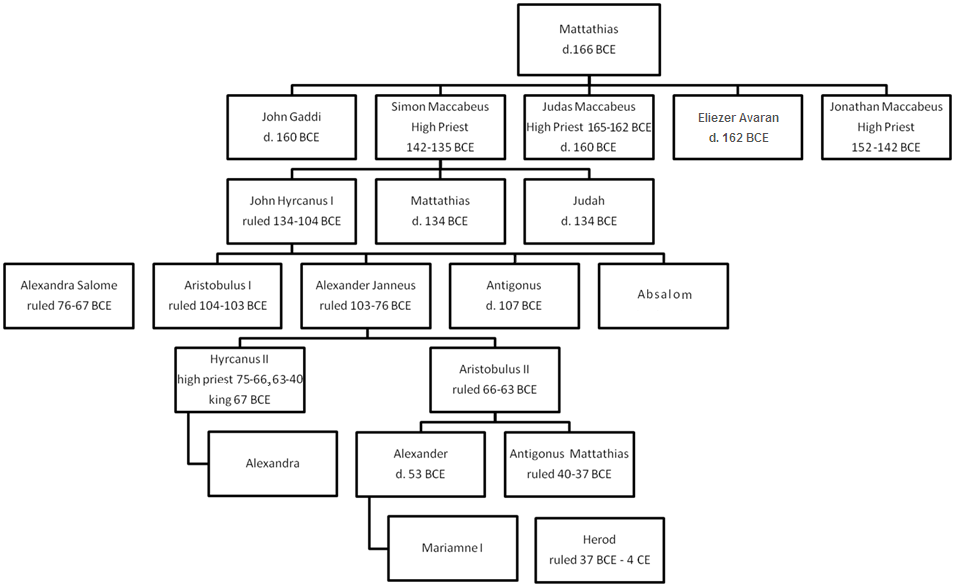
祭司玛他提亚的后代

马卡比一书的作者认为，马卡比的起义是虔诚的犹太人对试图铲除他们的宗教的塞琉古国王和支持他的犹太人的反抗。马加比二书的作者把这场冲突说成是「犹太教」和「希腊教」之间的斗争，他是第一个使用这种说法的人。现代学术界倾向于第二种观点。
大多数现代学者认为，国王干预的是乡下传统主义的犹太人与耶路撒冷的希腊化犹太人之间的内战。" 
根据约瑟夫-P. Schultz认为，现代学者认为马卡比的起义与其说是犹太人阵营中的正统派和改革派之间的内战，不如说是一场反对外来压迫的起义。在大祭司职位的冲突中，具有希伯来文/阿拉米亚斯（Onias）等希伯来文/阿拉米亚斯名字的传统派与希腊文名字的希腊化犹太人（如伊阿宋或米内拉乌斯）争夺。其他作者指出冲突中的社会和经济因素。当叙利亚的希腊化的王国站在希腊化的犹太人一边反对传统派的时候，开始的内战就有了入侵的性质。随着冲突的升级，安提阿古斯禁止传统派的做法，从而背离了塞琉球的惯常做法，禁止了整个民族的宗教。 其他学者认为，虽然这场崛起的起义开始时是一场宗教叛乱，但后来逐渐转变为一场民族解放战争。

### 犹大和約拿單

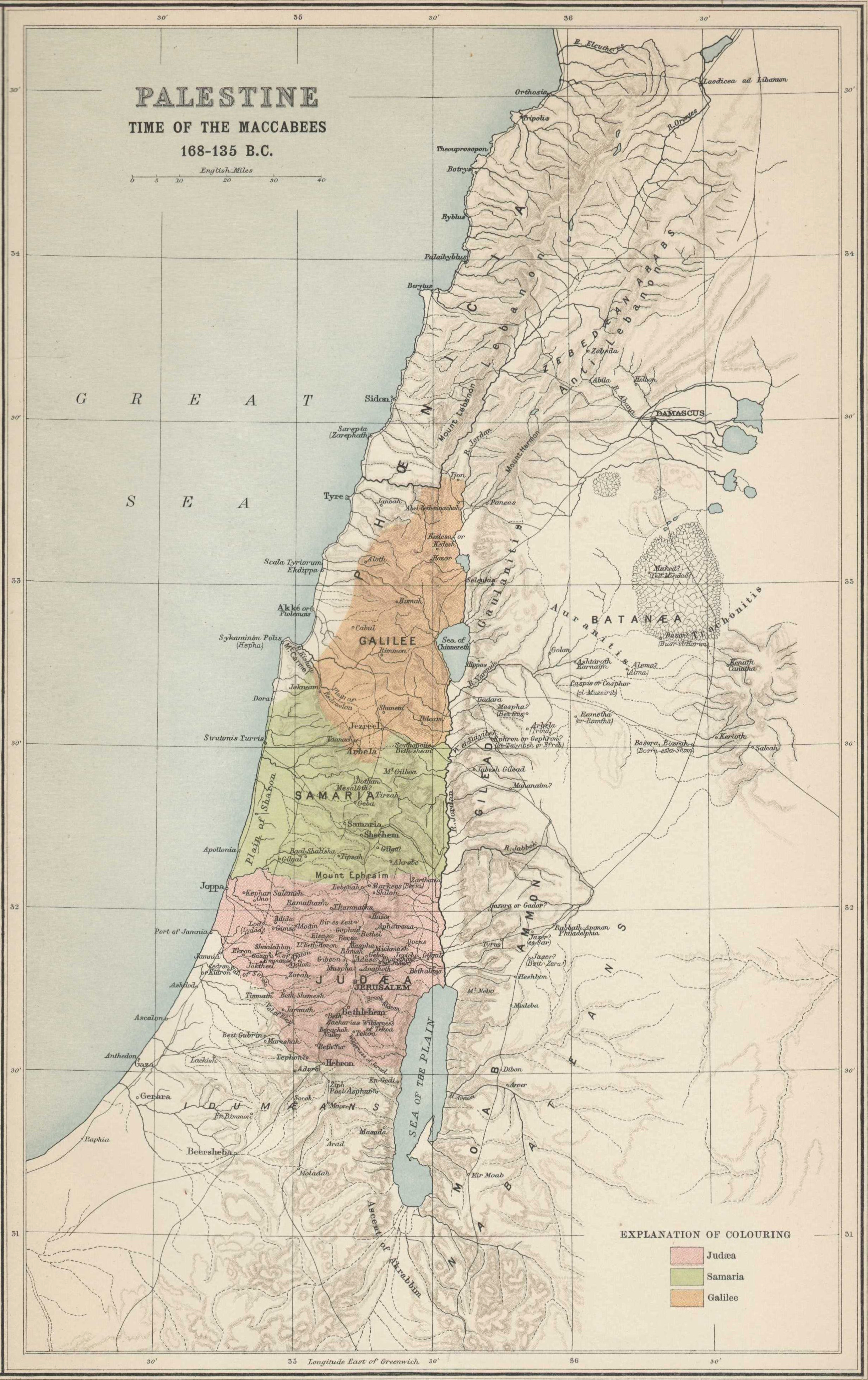
马加比家族统治时期的巴勒斯坦地区 乔治·亚当·史密斯

## 哈斯蒙尼王国的扩张和内争

莎乐美·亚历山德拉时期，哈斯蒙尼王朝版图达到最大

王朝擴張過程。

## 罗马

### 庞培

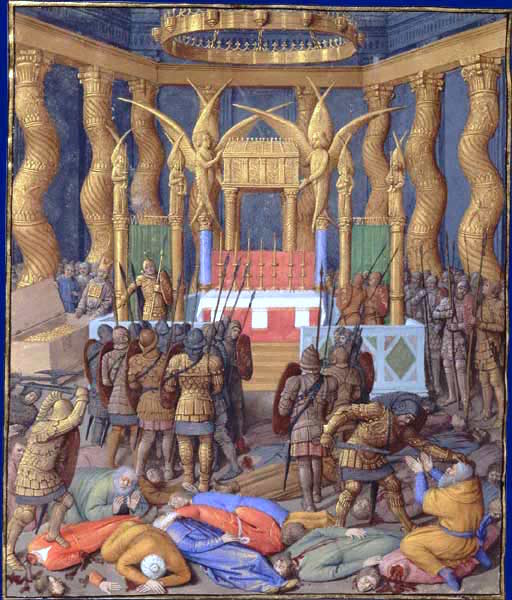
庞培在耶路撒冷的圣殿，讓·富凱繪

当这场内战正在进行的时候，罗马将军马库斯-艾米利乌斯-斯考鲁斯（Marcus Aemilius Scaurus）前往叙利亚，格奈烏斯·龐培的名义，夺取了塞琉古帝国。兄弟会向他呼吁，各自以礼物和承诺来争取他的支持。起初，斯卡鲁斯，被四百个人才的礼物所感动，决定支持亚里士多布勒斯。阿雷塔斯被命令撤回他的军队从犹太，并在撤退时遭受了亚里士多布勒斯手中的粉碎性失败。但当庞培来到叙利亚时（公元前63年），情况发生了变化。庞培刚被授予「亚洲征服者」的称号，因为他在小亚细亚对庞都斯和塞琉古帝国取得了决定性的胜利，他决定将犹太纳入罗马人的统治之下。他对希尔卡努斯的能力持同样的看法，他的动机与安提帕特的动机大体相同：作为罗马的看守者，希尔卡努斯会比亚里士多布勒斯更容易接受。因此，当兄弟会，以及人民党的代表，其中，厌倦了哈斯莫尼人的争吵，希望王朝的灭亡，在庞培面前，他推迟了决定，尽管亚里士多布卢斯的礼物，价值五百人才的黄金藤的礼物，但他推迟了决定。然而，后者深谙庞培的计谋，并集结了他的军队。庞培多次击败了他，并占领了他的城市。
亚里士多布卢斯二世在亚历山大堡垒中固守，但很快就意识到抵抗的无用，在罗马人的第一次召唤下投降，并承诺将耶路撒冷交给他们。然而，爱国者们不愿意向罗马人打开城门，于是发生了一场攻城战，以攻占耶路撒冷为结局。
庞培进入了圣所；这只是第二次有人敢于进入这个圣地。犹大不得不向罗马进贡，并被罗马的叙利亚总督置于罗马总督的监督之下。
公元前63年，犹大成为罗马的保护国。猶大由總督管理，獲准設立國王，總督的職責是調節貿易和增加稅收。
公元前57-55年，叙利亚的总督奥卢斯·加比尼乌斯将前哈斯摩尼王国分成加利利、撒馬利亞和犹太，并将五个地区的法律和宗教议会称为猶太公會。"当他任命了五个公会（συδδδα），他就把国家分配到相同数量的部分。因此，这些公会管理百姓；第一个在耶路撒冷，第二个在迦达拉，第三个在亚玛窦，第四个在耶利哥，第五个在加利利的西波利斯。

### 庞培和凯撒
尤利烏斯·凱撒最初支持亚里士多布卢斯对抗希尔卡努斯和安提帕特。在希卡努斯的软弱和亚里士多布卢斯的野心之间，犹大失去了独立。亚里斯多布卢斯被押解到罗马，希尔坎努斯再次被任命为大祭司，但没有政治权力。公元前50年，尤利烏斯-凯撒似乎有意利用亚里士多布卢斯和他的家族作为他的客户，从希尔卡努斯和安提帕特手中夺取了犹太的控制权，而希尔卡努斯和安提帕特是庞培的支持者，庞培的支持者在罗马毒死了亚里士多布卢斯，并在安提阿处决了亚历山大。
在凯撒和庞培之间的内战开始时，希尔卡努斯在安提帕特的建议下，准备支持他所拥有的地位；但当庞培被杀时，安提帕特率领犹太军队向在亚历山大城被逼得很紧的凯撒求助。他的及时帮助和他对埃及犹太人的影响，使他得到了凯撒的青睐，并为他在巴勒斯坦的权力得到了扩展，对希尔卡努斯来说，他的民族制度得到了确认。约帕被恢复为哈斯摩尼人的领地，犹大获得了免于向罗马的一切贡品和税收的自由，内部行政的独立性得到了保证。
安提帕特特和海尔卡努斯的及时援助，使凯撒不顾之前对庞培的效忠，不顾亚里士多布勒斯的小儿子──哈斯蒙尼人安提戈努斯的主张，而对海尔卡努斯和安提帕特特的权威予以肯定。
希尔卡努斯在公元前47年复辟为民族君主时，正值凯撒任命安提帕特为罗马第一任检察长，让安提帕特为自己家族的利益而努力。"凯撒任命希卡努斯为大祭司，并让安提帕特自己选择什么公国，由他自己决定；于是他让他做了犹太教的检察长
安提帕特任命他的儿子们担任有影响力的职位。法赛尔成为耶路撒冷总督，希律成为加利利总督。这导致希律和安提帕特家族之间的关系日益紧张，最终以希律在担任总督期间涉嫌滥用职权为由，对希律进行了审判，导致希律在公元前46年逃亡流亡。然而，希律王很快就回来了，安提帕特家族的荣誉还在继续。希拉卡努斯的无能和软弱是如此明显，以至于当他在圣公会和马克-安东尼面前为希律辩护时，后者剥夺了希拉努斯名义上的政治权力和头衔，将这两个头衔都赐给了被指控的人。
公元前44年，凯撒被刺，动乱和混乱传遍了整个罗马世界，包括犹太地区。公元前43年，安提帕特被那巴提亚国王马利丘斯一世（Malichus I）刺杀，他贿赂了希尔卡努斯的一个掌杯人，毒死了安提帕特。然而，安提帕特的儿子们成功地维持了对犹太和他们父亲的傀儡哈斯莫尼安的控制，即希尔卡努斯。

### 帕提亚的入侵，安东尼和奥古斯都

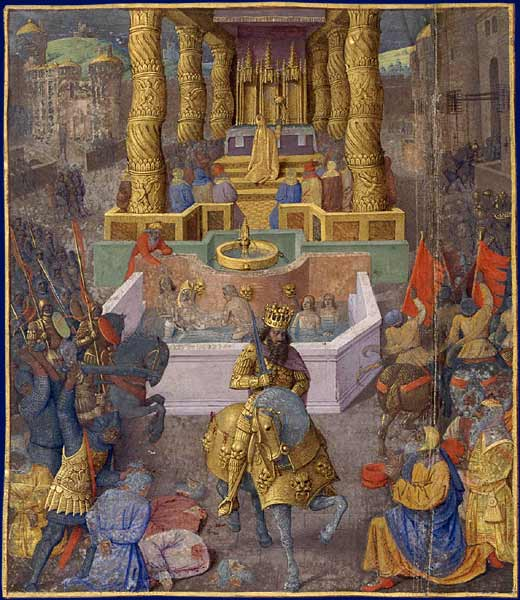
希律王夺取耶路撒冷，前36年

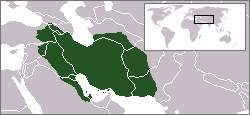
帕提亚的帝国极盛时期的疆域，约60 BCE

公元前44年凯撒被杀后，罗马共和派将军、驻帕提亚人的大使昆图斯-拉比安努斯（Quintus Labienus）在内战中站在布鲁图斯和卡西乌斯一边，在他们战败后，拉比安努斯加入了帕提亚人，并在公元前40年协助他们入侵罗马领土。帕提亚人的军队渡过幼发拉底河，拉比安努斯能够引诱马克-安东尼的罗马驻军在叙利亚周围的罗马军团向他的事业集结。帕提亚人分兵，在帕科鲁斯的带领下，从腓尼基海岸经以色列地征服了黎凡特。
当法赛尔和希尔卡努斯二世出使帕提亚人的时候，帕提亚人反而把他们抓住了。当时在场的安提哥努斯割掉了希迦努斯的耳朵，使他不适合做大祭司，而法萨利被处死。安提哥努斯，他的希伯来语名字叫马塔提亚，只做了三年王和大祭司的双重头衔，因为他还没有处置希律这个最危险的敌人。希律逃亡流亡，寻求马可安东的支持。公元前40年，希律被罗马元老院封为 "犹太人王"。
此后的斗争持续了数年，因为罗马的主力部队忙于击败帕提亚人，没有多少额外的资源可以用来支持希律王。帕提亚人战败后，希律王在公元前37年战胜了他的对手。安提哥尼斯被送到安东尼那里，不久后被处死。罗马人同意希律王宣布希律为犹太人的国王，结束了哈斯摩尼人对犹太的统治。

### 希律和哈斯蒙尼王朝结束
然而，安提哥尼斯并不是最后一个哈斯摩尼王。
在希律王统治下，家族中剩下的男性成员的命运并不愉快。亚里士多布鲁斯三世，是亚里士多布鲁斯二世的孙子，通过他的长子亚历山大，短暂地被封为大祭司，但很快就因希律的嫉妒而被处死（公元前36年）。
他的妹妹玛利亚姆尼嫁给了希律，但也是希律臭名昭著的嫉妒的牺牲品。
希律的儿子亚里斯多布勒斯四世和亚历山大，成年后也被父亲处死。
希尔卡努斯二世从公元前40年起就被帕提亚人所把持。四年来，直到公元前36年，他一直生活在巴比伦的犹太人中间，他们对他给予了无微不至的尊重。那一年，希律王担心希拉卡努斯会诱使巴比伦人帮助他夺回王位，便邀请他回耶路撒冷。巴比伦的犹太人警告他是徒劳的。希律以各种礼节接待了他，把他的位子让给了他，让他在他的位子上坐第一，并担任国务会议的主席，同时等待着除掉他的机会。作为剩下的最后一个哈斯摩尼人，希律王的对手太危险了。公元前30年，希律王被控与阿拉伯国王密谋，被处死。
后来的希律王统治者阿格里帕一世和阿格里帕二世都有哈斯摩尼人的血统，因为阿格里帕一世的父亲是玛利亚姆尼一世的儿子亚里士多布吕斯四世，但他们并不是直接的男性后裔，除非按照以下的综合理解，将希律王理解为哈斯摩尼人，否则他们不是直接的男性继承人。
据约瑟斯说，希律也是马卡比的后裔。
- 以利亚撒-马卡比称为犹大-马卡比的兄弟奥兰（《犹太古史》第十二卷第九章第四节）
- 以利亚撒的儿子杰森（同上：第十二册／第十章／第六节）。
- 杰森的反派儿子（同上：第十三章／第五章／第八节)
- 安提帕特二世 安提帕特一世之子安提帕斯（同上：第十四册／第1章第3节）
- 希律王

在希律和哈斯蒙尼王朝结束後，羅馬帝國直接統治巴勒斯坦。